# Metrovacesa
Metrovacesa es una sociedad anónima española dedicada al sector inmobiliario, especializada en promoción, desarrollo y gestión de activos inmobiliarios. Su sede central se encuentra en Madrid, España.   
Entre 2019 y 2023, tras su regreso a la bolsa, la empresa distribuyó un total de 522 millones de euros en dividendos entre sus accionistas. 
Las principales actividades de la empresa se centran en las provincias españolas de Madrid, Barcelona, Valencia y Málaga, donde cuenta con importantes terrenos para desarrollar proyectos residenciales.
El Grupo posee una cartera de suelos, promociones de viviendas en curso y promociones de viviendas terminadas, distribuidas por todo el territorio nacional español, destinadas a la venta y registradas bajo el epígrafe de existencias cuyo valor a 31 de diciembre de 2023 es de 1.825.979 millones de euros, que representan aproximadamente el 72% del total de los activos del Grupo.

## Historia

### Origen
Metrovacesa tiene su origen en la Compañía Urbanizadora Metropolitana, fundada en 1918, que se encargó de acondicionar el barrio de Cuatro Caminos (Madrid), tras la llegada del entonces recién inaugurado Ferrocarril Metropolitano de Madrid, o Metro de Madrid. Llevaron a cabo un plan amplio y complejo con tres proyectos diferenciados: urbanizar la zona, trazar las calles y crear infraestructuras; levantar edificios de viviendas en alquiler y crear una ciudad-jardín destinada a las clases altas. 
De esta época son los denominados Edificios Titanic, de la Avenida Reina Victoria, concebidos como un bulevar e inspirados en el estilo neoyorquino. Con la firma en 1934 de la Ley Salmón para reactivar el mercado inmobiliario, la Compañía Urbanizadora Metropolitana decidió adaptarse a los nuevos tiempos como inmobiliaria: se creó una sociedad hermana denominada Compañía Inmobiliaria Metropolitana y se diseñaron nuevos proyectos de viviendas para la Avenida Reina Victoria de Madrid y sus aledaños.

### Década de los 40
De todas las obras realizadas en los 40, la más importante fue el Edificio Lope de Vega, una manzana completa en la Gran Vía de Madrid, que comprendía varios edificios con fachadas y planos iguales e incluía dos hoteles, un teatro, apartamentos, oficinas e incluso una piscina en la cubierta. En los bajos se abrió un centro comercial con tiendas de lujo conocido como «Los Sótanos», que mantuvo su actividad hasta los años 80. En 1946, se crea Inmobiliaria Vasco-Central (Vacesa), con el objetivo de adquirir fincas y construir para la explotación en arrendamiento, y se constituye también Bami S.A. Inmobiliaria de Construcciones y Terrenos, compañía ligada al Banco Mercantil Industrial y cuyo objetivo era la promoción de viviendas para su venta.

### Décadas de los 50 y 60
Es la época de la entrada de España en la ONU a mediados de los años 50. La Compañía Inmobiliaria Metropolitana planteó en el último tramo de la Gran Vía de Madrid la ejecución de un enorme edificio, a modo de rascacielos. Siguiendo el estilo americano de pequeña ciudad autosuficiente, buscó incluir pasajes comerciales, hoteles, apartamentos, oficinas, restaurantes y una piscina en la azotea. Nació así en 1953 el edificio España. Entre noviembre de 1954 y enero de 1960 se construyó un segundo “rascacielos”, la Torre de Madrid, y en 1968, planificó el proyecto del denominado Triángulo de Princesa.

### Década de los 70
En 1973, la Compañía Inmobiliaria Metropolitana, tras un acuerdo con El Corte Inglés, inició la construcción, entre las calles Princesa y Alberto Aguilera de Madrid, de un conjunto que incluía hotel, oficinas y aparcamientos, inaugurado en 1976. En 1977, construyó su primer edificio de oficinas al norte del Paseo de la Castellana en Madrid, en la zona que pronto se conocería como AZCA, edificando al lado de Vacesa. A mediados de la década, comienzan los contactos para la fusión entre Vacesa y la Compañía Inmobiliaria Metropolitana.

### Década de los 80: nace Metrovacesa

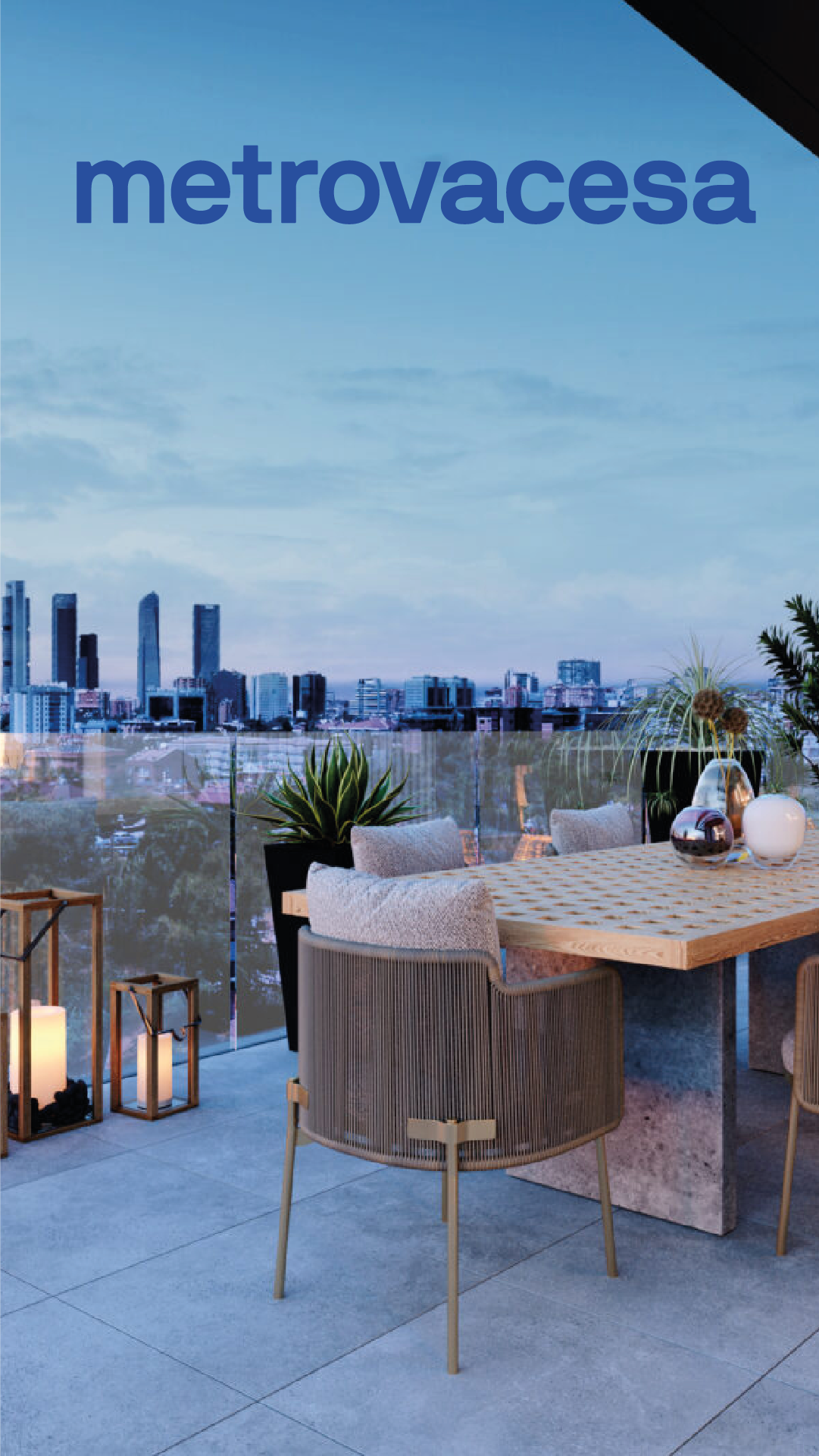
Nueva línea de Marca Metrovacesa

Vacesa levantó en 1982 el edificio Sollube en la Plaza Carlos Trías Bertrán de Madrid. A su lado, Compañía Inmobiliaria Metropolitana construyó un edificio que vendió posteriormente al grupo hotelero Holiday Inn.
En 1989 nació Metrovacesa, de la fusión entre Compañía Urbanizadora Metropolitana, Compañía Inmobiliaria Metropolitana e Inmobiliaria Vasco-Central. Es una compañía fundamentalmente patrimonialista y arrendadora, que añade promociones para la venta en el ámbito residencial. Metrovacesa mantiene el interés por la adquisición y urbanización del suelo a la vez que define su proyecto de inversión en nuevos campos como los centros comerciales, parques empresariales e industriales, aparcamientos y la rehabilitación de edificios céntricos. La extensión de los transportes públicos y la mejora de las vías tradicionales de comunicación facilitan su apuesta por las áreas periféricas y los extrarradios.

### Década de los 90
Los 90 trajeron nuevos hábitos de consumo, nuevos centros residenciales y una expansión generalizada de las ciudades a las que Metrovacesa respondió con el diseño de nuevos centros comerciales. Algunos de estos centros aún conforman la cartera de Metrovacesa, como Thader en Murcia, El Saler en Valencia, Artea en Vizcaya y Tres Aguas en Alcorcón, premiados por la Asociación Española de Centros Comerciales (AECC) y el Consejo Internacional de Centros Comerciales (ICSC).

## Situación actual de la compañía

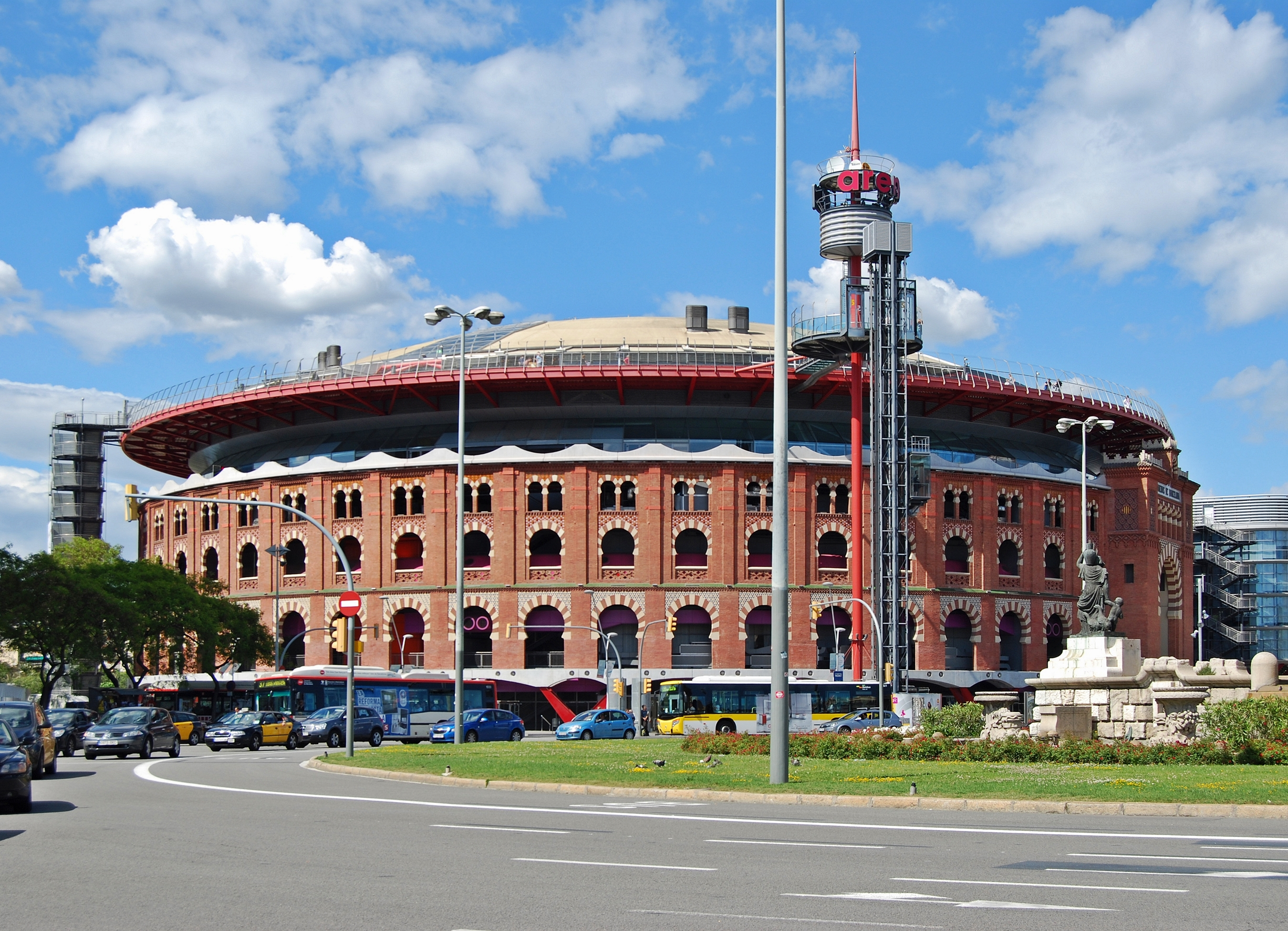
Centro comercial Les Arenes de Barcelona (2013).

Los cinco primeros años del nuevo milenio marcaron uno de los mejores momentos de la historia de Metrovacesa. En 2003, tras la absorción de Bami, Metrovacesa se convirtió en el mayor grupo inmobiliario de España, consolidando su posición internacional con la adquisición en 2005 del 30% de la inmobiliaria líder francesa Gecina, participación que más tarde superaría el 60%. 
El inicio de la crisis en 2009 dio como resultado la entrada de los grandes bancos como accionistas mayoritarios de la compañía. Metrovacesa reenfocó entonces su estrategia en el negocio patrimonial de oficinas, centros comerciales y hoteles y en la explotación de nuevos activos y la inauguración del centro comercial Arenas de Barcelona.
A finales de 2012, los principales accionistas de Metrovacesa: Grupo Santander, BBVA, Banco Sabadell y Banco Popular, con el apoyo de Bankia, lanzaron un OPA para excluir de negociación en Bolsa las acciones de la compañía. Tras cincuenta años de cotización, el 13 de mayo de 2013 Metrovacesa abandonó el parqué de Madrid.A mediados de 2014, Metrovacesa vendió su participación en el capital de la inmobiliaria francesa Gecina, dando paso a su nueva etapa estratégica. A finales de 2014, Grupo Santander adquirió la participación de Bankia en Metrovacesa (19%) y se convietió en accionista mayoritario.
El 6 de febrero de 2018, Metrovacesa salió de nuevo a bolsa, debutando a un precio de 16,5 € por acción, tras haber reducido su precio de partida. Alcanzó un precio máximo de 15,24 € y un mínimo de 14,97 € por acción. Su enfoque en ese momento es hacia el sector de promoción residencial.
Entre 2016 y 2017, se produjo un spin-off de la cartera de activos cedidos a MERLIN Properties. En estos años salió a escena un nuevo enfoque totalmente renovado en el sector de la promoción residencial. Se llevó a cabo una aportación de activos valorados en 1.097 mil millones de euros por parte del Banco Santander, el BBVA y el Banco Popular.
Tras su vuelta a la bolsa, entre 2019 y 2023 se repartieron un total de 522 millones de euros en concepto de dividendos entre los accionistas de la empresa.

## Consejo de Administración
| Puesto                       | Nombre                     |
| ---------------------------- | -------------------------- |
| Presidente                   | Ignacio Moreno Martínez    |
| Vicepresidente               | Mariano Olmeda Sarrión     |
| Consejero Delegado Ejecutivo | Jorge Pérez de Leza        |
| Consejero                    | Alberto Quemada Salsamendi |

## Accionariado
| Capital Social                   | Accionistas Participación |
| -------------------------------- | ------------------------- |
| Grupo Santander                  | 49,36%                    |
| Inversora de Carso, S.A. de C.V. | 21,21%                    |
| BBVA                             | 20,85%                    |
| Quasar Investments               | 3,95%                     |
| Equipo gestor                    | 0,28%                     |
| Acciones propias                 | 0,15%                     |
| Minoritario                      | 4,23%                     |